# Lias (Alts Pirineus)
Lias (occità) o Lies (francès) és un municipi francès al departament dels Alts Pirineus (regió d'Occitània).
| 1962                                       | 1968 | 1975 | 1982 | 1990 | 1999 | 2007 |
| ------------------------------------------ | ---- | ---- | ---- | ---- | ---- | ---- |
| 66                                         | 72   | 63   | 71   | 65   | 63   | 79   |
| Des de 1962: població sense dobles comptes |      |      |      |      |      |      |